# 김희중 (1968년)
김희중(1968년 3월 25일 ~ )은 대한민국의 별정직공무원이다. 1997년 당시 국회의원이던 이명박의 비서관을 시작으로 서울시장 의전비서관을 거쳐 청와대 대통령실 제1부속실장까지 보좌하며 '영원한 비서관'으로 불렸다. 2012년 8월 10일, 솔로몬저축은행 회장에게 금품을 수수한 사실이 드러나 특정경제범죄가중처벌법상 알선수재 혐의로 구속기소되었다. 2013년 1월 19일, 항소를 포기하면서 징역 1년 3개월이 확정되었다.

## 학력
- 서강대학교 정치외교학과
- 서울대학교사범대부속고등학교

## 약력
- 2009년 ~ 2012년: 청와대 대통령실 제1부속실 실장
- 2008년 ~ 2009년: 대통령직 인수위원회 일정담당 팀장
- 2008년: 한나라당 선대위 일정담당 비서관
- 2002년 ~ 2006년: 이명박 서울특별시 시장 의전비서관
- 1997년 6월 ~ 1998년: 이명박 국회의원 비서관 (6급 공채)
- ~ 1997년: 오리콤